# Bupalus fulvaria
Bupalus fulvaria là một loài bướm đêm trong họ Geometridae.